# Rain (powiat Straubing-Bogen)
Rain – miejscowość i gmina w Niemczech, w kraju związkowym Bawaria, w rejencji Dolna Bawaria, w regionie Donau-Wald, w powiecie Straubing-Bogen, siedziba wspólnoty administracyjnej Rain. Leży około 8 km na północny zachód od Straubingu, nad rzeką Kleine Laber, przy drodze B20.